# Västra Sillersjön
Västra Sillersjön är en sjö i Ljusdals kommun i Hälsingland och ingår i Ljusnans huvudavrinningsområde. Sjön har en area på 0,303 kvadratkilometer och ligger 313,2 meter över havet. Västra Sillersjön ligger i Ängraån Natura 2000-område. Sjön avvattnas av vattendraget Ängerån.

## Delavrinningsområde
Västra Sillersjön ingår i det delavrinningsområde (687044-146985) som SMHI kallar för Ovan Borrån N.Grenen. Medelhöjden är 380 meter över havet och ytan är 41,88 kvadratkilometer. Räknas de 43 avrinningsområdena uppströms in blir den ackumulerade arean 250,65 kvadratkilometer. Ängerån som avvattnar avrinningsområdet har biflödesordning 2, vilket innebär att vattnet flödar genom totalt 2 vattendrag innan det når havet efter 174 kilometer. Avrinningsområdet består mestadels av skog (82 procent) och sankmarker (10 procent). Avrinningsområdet har 0,3 kvadratkilometer vattenytor vilket ger det en sjöprocent på 0,7 procent.